# Лайсанская кряква
Лайсанский чирок, или лайсанская кряква (лат. Anas laysanensis) — редкая водоплавающая птица из рода речных уток (Anas) отряда гусеобразных.

## Распространение
Эндемик Гавайских островов, подвергающийся опасности исчезновения. Остатки окаменелостей свидетельствуют о том, что эти утки когда-то жили на всём архипелаге, но теперь остались только на трёх маленьких изолированных островах.

## Таксономия
Название дано Лайонелом Уолтером Ротшильдом в 1892 году, утку назвали в честь острова Лайсан, одного из Северо-Западных Гавайских островов. Она входит в состав клада крякв подсемейства настоящих уток, является генетически необычным видом с высоко развитым поведением. Свежие данные показывают, что она произошла от южно-азиатских уток, предков крякв южного полушария, а не от случайно мигрирующих крякв (Anas platyrhynchos), как сообщалось в прошлом.

## Описание
Лайсанская кряква размером с чирка, тёмно-коричневая, с белыми кругами вокруг глаз. Клюв короткий лопатообразный, тёмно-зелёный с различными чёрными пятнами у самцов и тускло-оранжевым с различными чёрными пятнами у самок. У некоторых селезней голова и шея немного переливчатая и немного повёрнуты центральные перья хвоста. На крыльях обоих полов имеется переливающийся пурпурно-зелёный участок (зеркало). Лапы оранжевые, обычно ярче у селезней. Линька на первом году жизни полная, птицы теряют всё своё оперение и не могут летать, прока не вырастут новые перья. Дикие утки доживали, как известно, до возраста 12 лет, а в неволе — до 18 лет.

## Поведение
Лайсанская кряква хорошо ходит и бегает, тазовый пояс у неё приспособлен к наземному поиску пищи. Энергичное поведение по добыче корма включает короткие пробежки с ловлей на лету мух Neoscatella sexnotata. С вытянутой шеей и сомкнутым клювом, находящимся у поверхности земли, утки бегают вдоль кромки моря, поднимаются, как облако, в полёте вперёд, накидываются на мух, быстро открывая и закрывая свой клюв. Утки также добывают корм на поверхности воды, фильтруя пищу на мелководьях озёр, берегу моря, а также среди горной растительности: беспозвоночных, водоросли, листья и семена. В течение дня, особенно в брачный период, они предпочитают скрываться среди травы и кустов, избегая встречи с хищниками, таких как фрегаты. Они предпочитают выходить из укрытий и искать пищу на озере на закате, хотя, кажется, из года в год отмечаются изменения в соответствии с их рационом.

## Размножение
Формирование пары начинается осенью, гнездо строится весной. Самка вьёт хорошо скрытое гнездо на поверхности земли среди густой растительности, чаще среди Eragrostis variabilis. Гнездо имеет форму неглубокой чаши, выстлано травой, а внизу перьями. Кладка яиц обычно происходит с апреля по август. Средний размер кладки на острове Лайсан — 4 яйца. Вновь возникшие популяции на Мидуэе кладут больше яиц. Утята появляются рано и сами добывают корм на второй день после рождения, но охраняются, высиживаются и отводятся на участки с кормом наседкой в течение приблизительно от 40 до 60 дней.

## Угрозы и охрана
Уменьшение численности лайсанской кряквы началось 1000—1600 лет назад с колонизацией Гавайских островов полинезийцами и связывается с млекопитающими хищниками, не свойственными этим островам. К 1860 г. исчезли все утки, за исключением острова Лайсан (одноимённого с уткой), вероятнее всего из-за интродукцированных крыс. Как многие другие изолированные на острове виды, лайсанская кряква эволюционировала в отсутствие хищных млекопитающих, неприспособленной к защите от хищников, таких как крысы, свиньи и малый азиатский мангуст. К примеру, лайсанская кряква скорее всего замрёт или взлетит от страха — стратегия, которая хорошо выработалась для защиты от свойственных Гавайям летающих хищников, но оказалась неэффективной против наземных. Хотя неперелётная лайсанская кряква может летать, она не совершает перелёты между островами.
Лайсанская кряква нашла убежище в течение XIX столетия на свободном от крыс острове Лайсан, выживая на наименьшей географической области распространения среди всех видов уток в мире (415 га/1,6 кв. мили). Остров Лайсан получил федеральную защиту в 1909 г. с учреждением Гавайских островов заповедником дикой природы. Однако, опустошение растительности острова интродукцированными домашними кроликами привело утку в 1912 г. к риску исчезновения с небывало низкой популяцией в 7 взрослых и 5 молодых особей.
После того, как многие из домашних кроликов умерли от голода, а остальные были уничтожены биологами в 1923 г., утки стали оправляться, численность их популяции увеличилась к 1950 г. приблизительно до 500 особей. Конгресс в 1966 г. принял решение о сохранении вида и в 1967 г. лайсанская кряква была объявлена вымирающим видом с федеральной защитой. Однако, существовали такие угрозы популяции, как серьёзная засуха Эль-Ниньо 1933 г. и нехватка корма, которые сокращали численность приблизительно до 100 особей. Сейчас, за размножением и выживанием птиц ведётся плотное наблюдение. В 1998 г. экземпляры птиц были оснащены уникальными ножными кольцами или радиопередатчиками для контроля за размножением и выживаемостью, что характерно, только 30 % утят на острове Лайсан доживают до оперения. В 2004 году популяция выросла приблизительно до 576 уток.
В октябре 2004 и 2005 годов 42 лайсанские кряквы были перемещены в национальный заповедник дикой природы на острове Мидуэй совместными усилиями Геологического Союза Соединённых Штатов и Службой Рыбных Ресурсов и Дикой Природы для создания второй популяции лайсанской кряквы в дикой природе. Создание второй популяции уменьшает риск исчезновения кряквы в результате случайных катастроф, таких как засуха, ураган, цунами, вспышки болезни (подобной птичьему гриппу) и случайные интродукции растений и животных, так как навряд ли бедствие настигнет два острова одновременно.
Вторая «страховая» популяция лайсанской кряквы на Мидуэе быстро выросла, более чем в два раза превысив размер первых двух лет (USGS 2006c). В январе 2007 г. 100 уток с острова Мидуэя вернули домой на восточный остров. Исследователи, наблюдавшие за популяцией на Мидуэе, отметили, что утки на этом острове размножаются в более раннем возрасте и кладут больше яиц, чем на острове Лайсан. Это предполагает, что богатая среда обитания и пища, доступная на Мидуэе, больше стимулируют репродуктивные способности уток, что вносит оптимизм в успешную реинтродукцию популяции.

## Взгляд на будущее
Прогноз на будущее лайсанской кряквы оптимистичен, хотя угроза популяции остаётся. Угроза содержится в интродукции несвойственных территории видов, которые могут изменить жизненные нормы, вытеснить местные виды и неблагоприятно затронуть места гнездования и пищевые запасы. Гибель растительности может увеличить отложение осадка в озёрах и реках, которые служат поставляющей корм средой обитания. Человеческая деятельность может воздействовать на места гнездовий и размножения, поэтому пропуск на заповедные берега острова Лайсан может осуществляться только в официальных или научных целях. Обломки и мусор, прибитые к берегу океаническими течениями, могли бы нанести большой вред утке. Контейнеры с пестицидами и нефтяные пятна загрязняли Лайсан в прошлом. Места обитания уток на острове особенно уязвимы для повышения уровня воды в море и изменений погоды, связанных с глобальным потеплением. Даже небольшое повышения уровня воды может разрушить большую часть существующих мест обитания уток. Распространение паразитов, таких как нематода Echinuria uncinata может быть крайне губительным, также как и перенос болезней перелётными водоплавающими птицами, летящими по тихоокеанскому миграционному пути, (таких как птичий грипп, птичья малярия, холера, ботулизм и утиная чума). Экологические катастрофы, такие как засуха, большой шторм и цунами могут опустошить популяцию. Увеличение частоты серьёзных штормов — ожидаемый результат глобального потепления.
План восстановления численности лайсанской утки был разработан Американской Службой Рыбных Ресурсов и Дикой Природы. Цель программы восстановления состоит в сохранении и возрождении вида в ближайшем будущем до нижнего уровня в списке исчезающих видов, в конечном счёте, добиться того, чтобы популяция была достаточно здоровой и не требовала федеральной защиты согласно Закону о вымирающих видах. Акцент плана восстановления ставится на распространении популяции лайсанской кряквы в исторической и доисторической области распространения. Создание множественных популяций уменьшит риск того, что катастрофические события приведут к исчезновению вида. Увеличения размера популяции уменьшит угрозы демографических и экологических непредвиденных обстоятельств. Чтобы достигнуть этой цели, биологи планируют создать по крайней мере пять популяций на совокупности свободных от хищников Северо-Западных Гавайских островов и на участке с контролируемыми хищниками Главного Гавайского острова. Этот план включает перемещение и размещение полностью или наполовину выращенных в неволе птиц, используя дикие исходные яйца для интродукции на Главном Гавайском острове. К тому же план требует, чтобы результат переноса генов между дикими исходными популяциями через долговременные перемещения между островами и определённым для острова переносом для каждой популяции уменьшил угрозы и улучшил качество среды обитания. Если основные критерии плана восстановления будут выполнены, лайсанская кряква может спуститься вниз списка вымирающих видов и миновать угрозы вымирания, ожидаемой к 2019 году.